# Южен магнитен полюс
Южният магнитен полюс е скитаща точка върху повърхността на Южното полукълбо на Земята, при която земното магнитно поле сочи вертикално нагоре. Той е единственото място, където това се случва и служи за ориентация към географския Южен полюс.
По исторически причини, краят на стрелката на свободен магнит, сочещ на север, се нарича „северен полюс“ на магнита, а другият край, сочещ на юг, се нарича „южен полюс“ на магнита. Тъй като противоположните полюси се привличат, Южният магнитен полюс на Земята всъщност е магнитен северен полюс.
Южният магнитен полюс (ЮМП) се мести постоянно, поради промени в земното магнитно поле. Към 2015 г. той е отвъд Южния полярен кръг с приблизителни координати 64° ю. ш. 136° и. д. / 64.28° ю. ш. 136.59° и. д. . Придвижва се на северозапад със скорост приблизително 10 – 15 km/година (27 – 41 m/ден).
През 2023 г. Южният магнитен полюс има координати 63° ю. ш. 135° и. д. / 63.93° ю. ш. 135.417° и. д. и се намира на около 2909,963 km от Южния полюс в Антарктика, морето Дюрвил на Индийския океан, на около 150 км от най-източния бряг Клари на Земя Уилкс в Антарктида, до условната граница със Земя Адели, в посока остров Тасмания.
В Северното полукълбо се намира Северния магнитен полюс. Тъй като земното магнитно поле не е точно симетрично, Северният и Южният магнитни полюс не са антиподи, което означава, че права линия от единия към другия не преминава през геометричния център на Земята.

## Експедиции
Ранните неуспешни опити за достигане на Южния магнитен полюс включват тези на френския изследовател Жул Дюмон-Дюрвил (1837 – 1840 г.), американеца Чарлз Уилкс (1838 – 1842 г.) и британеца Джеймс Кларк Рос (1839 – 1843 г.).
Първото изчисление на магнитния наклон, за да се локализира Южния магнитен полюс е направено на 23 януари 1838 г. от хидрографа Клеман Адриен Винсдон-Дюмолен, член на експедицията на Дюмон-Дюрвил в Антарктика и Океания през 1837 – 1840 г., която открива Земя Адели.
На 16 януари 1909 г. трима мъже, Дъглас Моусън, Еджуърт Дейвид и Алистър Макей, от Първата експедиция на Ърнест Шакълтън заявяват, че са намерили Южния магнитен полюс, който по това време се намира на сушата. Все пак, днес съществуват съмнение дали определеното от тях местоположение е било вярно. Приблизителното място на полюса на 16 януари 1909 г. е било с координати 72° ю. ш. 155° и. д. / 72.25° ю. ш. 155.15° и. д.
| Година                 | 1990                                                | 2000                                                | 2004                                                  | 2010                                                | 2012                                                  | 2020                                                |
| ---------------------- | --------------------------------------------------- | --------------------------------------------------- | ----------------------------------------------------- | --------------------------------------------------- | ----------------------------------------------------- | --------------------------------------------------- |
| Северен магнитен полюс | 78° с. ш. 103° з. д. / 78.095° с. ш. 103.689° з. д. | 80° с. ш. 109° з. д. / 80.972° с. ш. 109.64° з. д.  | 82°18′ с. ш. 113°24′ з. д. / 82.3° с. ш. 113.4° з. д. | 85° с. ш. 132° з. д. / 85.02° с. ш. 132.834° з. д.  | 85°54′ с. ш. 147°00′ з. д. / 85.9° с. ш. 147° з. д.   | 86° с. ш. 162° и. д. / 86.494° с. ш. 162.867° и. д. |
| Южeн магнитен полюс    | 64° ю. ш. 138° и. д. / 64.91° ю. ш. 138.902° и. д.  | 64° ю. ш. 138° и. д. / 64.661° ю. ш. 138.303° и. д. | 63°30′ ю. ш. 138°00′ и. д. / 63.5° ю. ш. 138° и. д.   | 64° ю. ш. 137° и. д. / 64.432° ю. ш. 137.325° и. д. | 64°24′ ю. ш. 137°18′ и. д. / 64.4° ю. ш. 137.3° и. д. | 64° ю. ш. 135° и. д. / 64.081° ю. ш. 135.866° и. д. |

## Южен геомагнитен полюс
Южният геомагнитен полюс е точката в южното полукълбо, където оста на магнитния дипол (който е основният компонент на разлагането на магнитното поле на Земята на точкови магнитни полюси) пресича земната повърхност. През 2020 г. се намира на 80,65° ю.ш. и 107,32° и.д., недалеч от станция „Восток“. Тъй като магнитният дипол е само приблизителен модел на магнитното поле на Земята, геомагнитните полюси са малко по-различни по местоположението си от истинските магнитни полюси, при които магнитният наклон е 90°.